# رود خولووا
رود خولووا (انگلیسی: Kholova) یک رودخانه در استان نووگورود کشور روسیه است.